# Mistrzostwa Świata w Hokeju na Lodzie 2010 (III Dywizja)
Mistrzostwa Świata w Hokeju na Lodzie III dywizji 2010 odbyły się w Kockelscheuer (Luksemburg) oraz w Erywaniu (Armenia) w dniach 14 – 18 kwietnia. Był to 14. turniej o awans do II dywizji mistrzostw świata (wcześniej grupy C).
W tej części mistrzostw uczestniczyło 8 drużyn, które podzielone na dwie grupy rozgrywały mecze systemem każdy z każdym. Do II dywizji awansowały dwie najlepsze reprezentacje. Po raz pierwszy w historii rozegrano dwa turnieje trzeciej dywizji. Dotychczas tylko raz zagrano kwalifikacje do trzeciej dywizji w 2008 roku.
Zawody odbyły się w halach:
- Patinoire de Kockelscheuer (Kockelscheuer)
- Karen Demirczjan Hamalir (Erywań)

## Grupa A
Wyniki
| 14 kwietnia 2010 | Grecja | 7:1 | Zjednoczone Emiraty Arabskie | Patinoire de Kockelscheuer, Kockelscheuer |

| Szczegóły      | Szczegóły | Szczegóły       | Szczegóły                | Szczegóły                                  |
| -------------- | --- | --------------- | ------------------------ | ------------------------------------------ |
| Godzina: 16:30 | I. Koufis 02:30 (EQ) G. Kalyvas 14:23 (EQ) I. Koufis 25:55 (EQ) G. Kalyvas 41:37 (PP) I. Pachos 49:13 (PP) I. Koufis 53:09 (PP) G. Kalyvas 55:15 (PP) | (2:1, 1:0, 4:0) | 14:23 (EQ) J. Al Dhaheri | Widzów: 131 Sędzia główny: Benny Haxelmans |

| 14 kwietnia 2010 | Irlandia | 6:4 | Luksemburg | Patinoire de Kockelscheuer, Kockelscheuer |

| Szczegóły      | Szczegóły | Szczegóły       | Szczegóły                                                                           | Szczegóły                                 |
| -------------- | --- | --------------- | ----------------------------------------------------------------------------------- | ----------------------------------------- |
| Godzina: 20:15 | M. Morrison 21:10 (EQ) M. Morrison 22:44 (PP) G. Roberts 26:09 (EQ) S. Ewen 26:58 (EQ) G. Roberts 38:10 (PP) S. Dooley 43:09 (PP) | (0:0, 5:1, 1:3) | 34:48 (PP) R. Beran 44:56 (EQ) B. Welter 47:32 (EQ) K. Linster 51:38 (EQ) F. Schons | Widzów: 635 Sędzia główny: Vedran Krčelić |

| 15 kwietnia 2010 | Grecja | 1:3 | Irlandia | Patinoire de Kockelscheuer, Kockelscheuer |

| Szczegóły      | Szczegóły             | Szczegóły       | Szczegóły                                                          | Szczegóły                                 |
| -------------- | --------------------- | --------------- | ------------------------------------------------------------------ | ----------------------------------------- |
| Godzina: 16:30 | D. Kalyvas 03:53 (PP) | (1:0, 0:3, 0:0) | 25:00 (PP) S. Hamill 32:35 (EQ) M. Morrison 36:26 (SH) M. Morrison | Widzów: 102 Sędzia główny: Wilhelm Schimm |

| 15 kwietnia 2010 | Luksemburg | 3:2 | Zjednoczone Emiraty Arabskie | Patinoire de Kockelscheuer, Kockelscheuer |

| Szczegóły      | Szczegóły                                                    | Szczegóły       | Szczegóły                                          | Szczegóły                                  |
| -------------- | ------------------------------------------------------------ | --------------- | -------------------------------------------------- | ------------------------------------------ |
| Godzina: 20:00 | R. Beran 09:47 (EQ) B. Welter 26:10 (EQ) R. Beran 55:48 (PP) | (1:0, 1:1, 1:1) | 24:23 (EQ) J. Al Dhaheri 41:45 (PP) A. Al Mazrouei | Widzów: 495 Sędzia główny: Benny Haxelmans |

| 17 kwietnia 2010 | Zjednoczone Emiraty Arabskie | 2:8 | Irlandia | Patinoire de Kockelscheuer, Kockelscheuer |

| Szczegóły      | Szczegóły                                         | Szczegóły       | Szczegóły | Szczegóły                                 |
| -------------- | ------------------------------------------------- | --------------- | --- | ----------------------------------------- |
| Godzina: 16:30 | J. Al Dhaheri 51:20 (SH) J. Al Dhaheri 58:35 (PP) | (0:2, 0:4, 2:2) | 01:01 (EQ) G. Roberts 16:55 (EQ) S. Adams 28:02 (EQ) S. Dooley 31:49 (PP) S. Adams 37:00 (PP) D. Kelly 38:40 (EQ) S. Balmer 41:21 (EQ) S. Ewen 44:49 (EQ) S. Dooley | Widzów: 250 Sędzia główny: Vedran Krčelić |

| 17 kwietnia 2010 | Luksemburg | 1:2 | Grecja | Patinoire de Kockelscheuer, Kockelscheuer |

| Szczegóły      | Szczegóły                | Szczegóły       | Szczegóły                                     | Szczegóły                                  |
| -------------- | ------------------------ | --------------- | --------------------------------------------- | ------------------------------------------ |
| Godzina: 20:00 | Y. Dessouroux 56:27 (PP) | (0:0, 0:1, 1:1) | 29:31 (PP) G. Kalyvas 52:23 (EQ) T. Lambridis | Widzów: 1150 Sędzia główny: Wilhelm Schimm |

Tabela

Lp. = lokata, M = liczba rozegranych spotkań, W = Wygrane, WpD = Wygrane po dogrywce lub karnych, PpD = Porażki po dogrywce lub karnych, P = Porażki, G+ = Gole strzelone, G- = Gole stracone, Pkt = Liczba zdobytych punktów
| Lp. | Zespół     | M | W | WpD | PpD | P | G + | G – | +/- | Pkt |
| --- | ---------- | - | - | --- | --- | - | --- | --- | --- | --- |
| 1   | Irlandia   | 3 | 3 | 0   | 0   | 0 | 17  | 7   | +10 | 9   |
| 2   | Grecja     | 3 | 2 | 0   | 0   | 1 | 10  | 5   | +5  | 6   |
| 3   | Luksemburg | 3 | 1 | 0   | 0   | 2 | 8   | 10  | -2  | 3   |
| 4   | ZEA        | 3 | 0 | 0   | 0   | 3 | 5   | 18  | -13 | 0   |

## Grupa B
Wyniki
| 14 kwietnia 2010 | Mongolia | 1:22 | Korea Północna | Karen Demirczjan Hamalir, Erywań |

| Godzina: 16:00 | b/d | (0:7, 0:9, 1:6) | b/d | Widzów: b/d Sędzia główny: b/d |

| 14 kwietnia 2010 | Południowa Afryka | 2:9 | Armenia | Karen Demirczjan Hamalir, Erywań |

| Godzina: 20:00 |  | (1:4, 1:3, 0:2) |  |  |

| 15 kwietnia 2010 | Południowa Afryka | 12:1 | Mongolia | Karen Demirczjan Hamalir, Erywań |

| Godzina: 16:00 |  | (5:1, 6:0, 1:0) |  |  |

| 15 kwietnia 2010 | Korea Północna | 6:7 | Armenia | Karen Demirczjan Hamalir, Erywań |

| Godzina: 20:00 |  | (3:1, 2:5, 1:1) |  |  |

| 17 kwietnia 2010 | Korea Północna | 4:3 | Południowa Afryka | Karen Demirczjan Hamalir, Erywań |

| Godzina: 16:00 |  | (1:0, 1:1, 2:2) |  |  |

| 17 kwietnia 2010 | Armenia | 15:0 | Mongolia | Karen Demirczjan Hamalir, Erywań |

| Godzina: 20:00 |  | (6:0, 5:0, 4:0) |  |  |

Tabela

Lp. = lokata, M = liczba rozegranych spotkań, W = Wygrane, WpD = Wygrane po dogrywce lub karnych, PpD = Porażki po dogrywce lub karnych, P = Porażki, G+ = Gole strzelone, G- = Gole stracone, Pkt = Liczba zdobytych punktów
| Lp. | Zespół         | M | W | WpD | PpD | P | G + | G – | +/- | Pkt |
| --- | -------------- | - | - | --- | --- | - | --- | --- | --- | --- |
| 1   | Armenia        | 3 | 3 | 0   | 0   | 0 | 31  | 8   | +23 | 9   |
| 2   | Korea Północna | 3 | 2 | 0   | 0   | 1 | 32  | 11  | +21 | 6   |
| 3   | RPA            | 3 | 1 | 0   | 0   | 2 | 17  | 14  | +3  | 3   |
| 4   | Mongolia       | 3 | 0 | 0   | 0   | 3 | 2   | 49  | -47 | 0   |

### Mecz o 3. miejsce
| 18 kwietnia 2010 | Południowa Afryka | 8:3 | Mongolia | Karen Demirczjan Hamalir, Erywań |

| Godzina: 16:00 |  | (3:1, 1:2, 4:0) |  |  |

### Mecz o 1. miejsce
Zwycięzca tego meczu awansuje do II dywizji.
| 18 kwietnia 2010 | Armenia | 2:5 | Korea Północna | Karen Demirczjan Hamalir, Erywań |

| Godzina: 20:00 |  | (1:2, 1:2, 0:1) |  |  |